# Havana Noir - Le indagini di Mario Conde
Havana Noir - Le indagini di Mario Conde (Cuatro estaciones en La Habana) è una miniserie televisiva spagnola e cubana,
adattamento della quadrilogia dei romanzi Venti di Quaresima, Passato remoto, Maschere e Paesaggio d’autunno scritti tra il 1991 e il 1998 dello scrittore cubano Leonardo Padura. È stata interamente pubblicata negli Stati Uniti il 9 dicembre 2016 su Netflix, mentre in Spagna è stata distribuita interamente il 29 gennaio 2017 da Moviestar+.
In Italia, la miniserie è andata in onda dal 19 settembre al 10 ottobre 2017 sul canale a pagamento La EFFE.

## Trama
La miniserie segue le vicende del tenente Mario Conde mentre risolve il crimine, è alla ricerca di belle donne e combatte la corruzione e la politica nel dipartimento di polizia a L'Avana.

## Puntate
La miniserie è composta da 4 puntate della durata di 90 minuti circa. In Italia è stata trasmessa in 8 puntate da 45 minuti.
| n° | Titolo originale  | Titolo italiano                | Pubblicazione USA | Prima TV Italia   |
| -- | ----------------- | ------------------------------ | ----------------- | ----------------- |
| 1  | Vientos de Habana | Venti di Quaresima - 1ª parte  | 9 dicembre 2016   | 19 settembre 2017 |
| 1  | Vientos de Habana | Venti di Quaresima - 2ª parte  | 9 dicembre 2016   | 19 settembre 2017 |
| 2  | Pasado Perfecto   | Passato remoto - 1ª parte      | 9 dicembre 2016   | 26 settembre 2017 |
| 2  | Pasado Perfecto   | Passato remoto - 2ª parte      | 9 dicembre 2016   | 26 settembre 2017 |
| 3  | Máscaras          | Maschere - 1ª parte            | 9 dicembre 2016   | 3 ottobre 2017    |
| 3  | Máscaras          | Maschere - 2ª parte            | 9 dicembre 2016   | 3 ottobre 2017    |
| 4  | Paisaje de otoño  | Paesaggio d'autunno - 1ª parte | 9 dicembre 2016   | 10 ottobre 2017   |
| 4  | Paisaje de otoño  | Paesaggio d'autunno - 2ª parte | 9 dicembre 2016   | 10 ottobre 2017   |